# Palácio de Verão em São Petersburgo

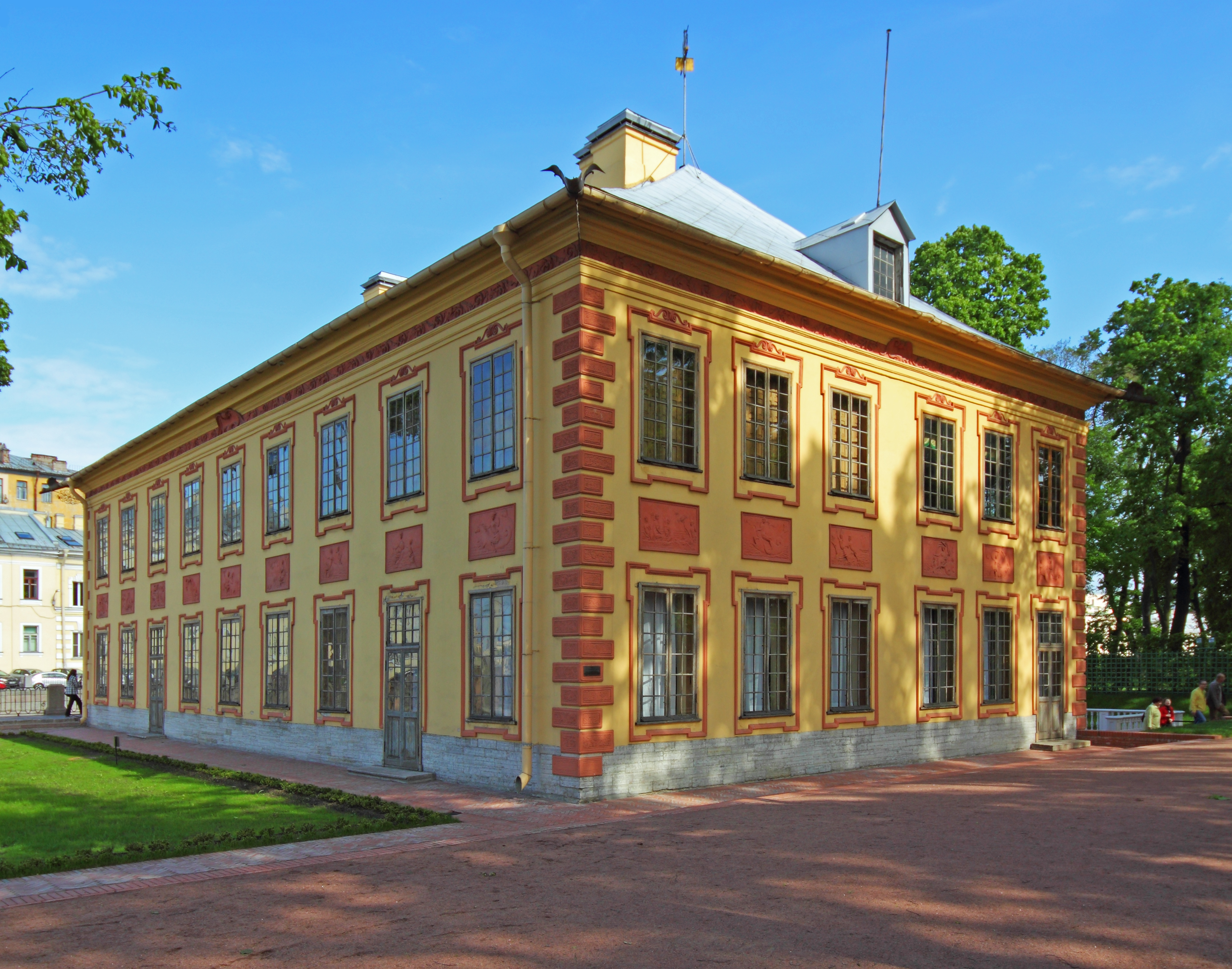
O Palácio de Verão em São Petersburgo (Casa de Verão).

Palácio de Verão (em russo:  Ле́тний дворе́ц) é o nome dado a três residências Reais da Rússia, em São Petersburgo, das quais apenas uma, a mais antiga, foi conservada até à actualidade.

## Casa de Verão
A diminuta Casa de Verão (1710-1714) foi desenhada por Domenico Trezzini, em estilo barroco, para o Czar Pedro o Grande. Uma das mais antigas estruturas existentes na cidade, este palácio em alvenaria é surpreendentemente modesto para os padrões da Família Imperial da Rússia, contendo apenas catorze salas. 
O palácio, desenhado como um centro de entretenimento, foi projectado com a finalidade de ser usado apenas no tempo quente. Pedro mudou-se para o palácio parcialmente completo em 1712 e passou ali os verões até à sua morte, em 1725. O Czar ocupava o andar térreo, enquanto que a sua esposa, Catarina preferia as salas do primeiro andar. Um elemento inovador deste palácio é o ainda existente sistema de aquecimento central, o qual presentava sólidas caldeiras para queimar o combustível e um elaborado trabalho de canalização em porcelana, com extensas pinturas ornamentais. 
O palácio actualmente acolhe um museu. Tanto o edifício como o Jardim de Verão adjacente  estão abertos ao público.

## Palácios de Verão

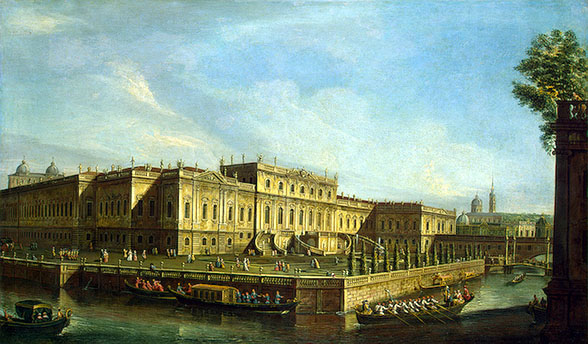
O Palácio de Verão de Elizaveta Petrovna em 1756.

Existiram dois Palácios de Verão em frente ao Jardim de Verão. Ambos foram desenhados por  Bartolomeo Rastrelli para as Imperatrizes russas. O primeiro, construído em 1730, era uma estrutura barroca com um único piso. Tinha 28 salas, um espaçoso vestíbulo central e um sistema de canalizações internas. 
O segundo foi erguido entre 1741 e 1744. Era um grande e imponente edifício com 160  salas douradas, igreja adjacente e uma fonte em cascata. Este palácio foi a principal residência da Imperatriz Isabel na capital russa. 

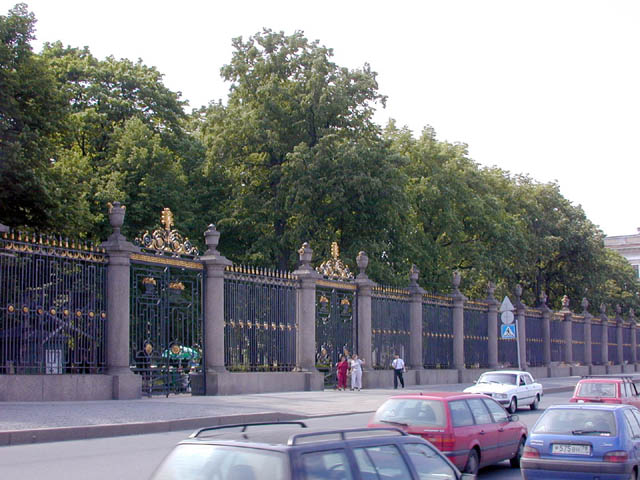
Gradeamento do Jardim de Verão visto do Cais do Palácio.

Durante a década de 1750, Rastrelli adicionou ao complexo veneziano um Pavilhão Ermitério (Hermitage) e uma casa de ópera. Catarina, a Grande selou, efectivamente, este facto, mudando a sua Corte para o recém-construído Palácio de Inverno. Em 1797, um ano depois da morte de Catarina, o Imperador Paulo (que havia nascido ali no ano de 1754) ordenou que delapidassem o Palácio de Verão e o substituíssem por uma nova residência, o Castelo Mikhailovsky.

## Ligação externa
- O Palácio de Verão na Enciclopédia de São Petersburgo